# The Mexecutioner! – The Best of Brujeria
The Mexecutioner! - The Best of Brujeria - kompilacja meksykańskiego zespołu Brujeria. Album wydało Roadrunner Records, w roku 2003.

## Lista utworów
1. "Pura de Venta" (Pure For Sale)– 0:41
2. "Leyes Narcos" (Cops)– 1:08
3. "Matando Gueros" (Killing White People)– 2:23
4. "Castigo del Brujo" (Punishment Of The Wizard)– 1:43
5. "Sacrificio" (Sacrifice)– 1:16
6. "Padre Nuestro" (Our Father)– 2:13
7. "Raza Odiada/Hated Race (Pito Wilson)" – 3:30
8. "La Ley de Plomo" (The Law Of ?)– 2:46
9. "Colas de Rata" (Tails Of The Rat)– 1:33
10. "Hechando Chingasos (Grenudo Locos II)" – 3:34
11. "La Migra (Cruza La Frontera II)Border Patrol-Crossing The Border II" – 1:43
12. "Consejos Narcos" (Drug Counseling)– 2:39
13. "Brujerizmo" (Witching)– 3:51
14. "Vayan Sin Miedo" (Go Without Fear)– 2:17
15. "Pititis, Te Invoco" (Pititis, I Invoke You)– 2:23
16. "Laboratorio Cristalitos" (Laboratory Of Little Crystals)– 1:34
17. "Division del Norte" (Northern Division)– 3:55
18. "Anti-Castro" – 2:34
19. "El Desmadre" – 1:40
20. "Ritmos Satanicos" (Satanic Rhythms)– 6:55

## Twórcy
- Asesino - gitara, Bajo Sexto, Tambor
- Jello Biafra - śpiew
- Juan Brujo - śpiew
- Cristo de Pisto - gitara, efekty dźwiękowe
- Fantasma - Bajo Sexto, śpiew
- Güero Sin Fe (Billy Gould) - gitara, Bajo Sexto
- Greñudo (Raymond Herrera) - perkusja
- Hongo (Shane Embury) - gitara, Bajo Sexto, perkusja
- Pinche Peach - śpiew
- Pititis - śpiew